# 지넨 유타로
지넨 유타로(일본어: 知念 雄太朗, 1993년 11월 19일 ~ )는 일본의 축구 선수이다.

## 구단 경력
그는 2016년부터 2018년까지 J리그의 FC 류큐에서 활동하였다.